# The Last Legion
The Last Legion er en historisk action-eventyrfilm fra 2007 instrueret af Doug Lefler og produceret af Dino De Laurentiis. Den er baseret på romanen af samme navn fra 2002 skrevet af Valerio Massimo Manfredi. Den har Colin Firth, Ben Kingsley, Aishwarya Rai, Thomas Brodie-Sangster, Peter Mullan, Kevin McKidd, John Hannah og Iain Glen på rollelisten. Den havde premiere i Abu Dhabi 6. april 2007.
Filmen er løst inspireret af begivenheder i 400-tallets Europa, særligt det Vestromerske riges fald. Dette sættes sammen med forskellige historiske begivenheder og legender fra Storbritannien og fantasyelementer fra legenden om kong Arthur.
Filmen fik generelt dårlige anmeldelser, og den var også en finansiel fiasko idet den indspillede for ca. $25.67 mio. mod et budget på $67 mio.

## Medvirkende
- Colin Firth som Aurelianus Ambrosius
- Thomas Brodie-Sangster som Romulus Augustulus / Pendragon
- Ben Kingsley som Ambrosinus / Merlin
- Aishwarya Rai som Mira
- Peter Mullan som Odoacer
- Kevin McKidd som Wulfila
- John Hannah som Nestor
- Owen Teale som Vatrenus
- Rupert Friend som Demetrius
- Nonso Anozie som Batiatus
- Harry Van Gorkum som Vortgyn
- Robert Pugh som Kustennin
- James Cosmo som Hrothgar
- Alexander Siddig som Theodorus Andronikos
- Murray McArthur som Tertius
- Iain Glen som Orestes
- Rory Finn som ung Arthur
- Alexandra Thomas-Davies som Ygraine
- Ferdinand Kingsley som ung Ambrosinus
- Lee Ingleby som Germanus